# 梅德福 (緬因州)
梅德福（英語：Medford）是一個位於美國緬因州皮斯卡特奎斯縣的鎮。

## 人口
根據2020年美國人口普查的數據，梅德福的面積為111.78平方千米，當中陸地面積為109.58平方千米，而水域面積為2.20平方千米。當地共有人口230人，而人口密度為每平方千米2人。